# Después del baño (Gérôme)
Después del baño (en el original en francés, Après le bain) es una pintura del pintor francés Jean-Léon Gérôme de la década de 1870 o 1880. De formato vertical, este óleo sobre lienzo es una escena de género orientalista que representa a cuatro mujeres en un interior cerca de un estanque en el que se reflejan. Claramente inspirada en El baño turco de Jean-Auguste-Dominique Ingres, la mujer en primer plano que sostiene un narguile está representada sentada con las piernas cruzadas y completamente desnuda, de espaldas al espectador. Anteriormente perteneciente a la colección del restaurante Haussner's en Baltimore,  la obra fue vendida por Sotheby's en 2010 por un millón de dólares y se conserva en una colección privada.

## Descripción
A partir de la década de 1870, Jean-Léon Gérôme comenzó a crear exitosas pinturas que tenían como tema el baño de las mujeres en el harén, inspirado en los lugares que había visitado durante un viaje al Imperio Otomano: Gérôme, de hecho, había visitado los baños públicos de Bursa construidos por el arquitecto Sinān, donde había ambientado otra de sus pinturas sobre el tema, La gran piscina de Bursa. Muchos de los interiores de estas obras orientalistas se basan en fotografías tomadas en Estambul y en el palacio de Topkapi por los hermanos Abdullah, una pareja de fotógrafos otomanos que se hicieron amigos del artista francés durante su visita a la capital turca.  Para las figuras, posaban sus modelos de París.
La obra está ambientada en un hamman (según Pasin en la sala caliente que en turco se llama sıcaklık)  privado donde cuatro mujeres se relajan, dos junto al agua y las otras dos al fondo junto a una fuente de mármol blanca. Como en muchos otros cuadros sobre este tema del artista, en lugar de bañarse estas figuras se relajan fumando y charlando, sentadas en el suelo de cerámica. Cada personaje tiene una pose diferente, desde el contrapposto de la figura de pie medio envuelta en un paño azul hasta la posición sentada de las dos figuras al borde del estanque.
La bañista en primer plano recuerda mucho a la música del baño turco pintado por Ingres en 1862, que a su vez está tomada de su Bañista de Valpinçon de su juventud. De hecho, ambas bañistas están retratadas de espaldas y giran el cuello hacia sus compañeras, ocultando sus rostros al espectador. Si en el cuadro de Ingres la bañista estaba retratada de espaldas mientras tocaba un instrumento musical, en el cuadro de Gérôme la mujer desnuda está representada con un narguile, instrumento para fumar oriental.